# Гримислав Поморський
Гримислав Поморський (1153/1158 – 1207/1209) — князь (намісник) Свецький і Любівсько-Тчевський у Східному Помор'ї.

## Життєпис
Князь з династії Самборитів. Був намісником або стольником у Свеці та Любішеві в Східному Поморському князівстві.

Народився між 1153 і 1158 роками. У 1188 році він брав участь у заснуванні князем Гданським Самбором I монастиря в Оливі. 
Спочатку резиденція його уділу була в Староґарді, але пізніше він переніс її до Свеці. Після 1195 р. він одружився з Доброславою, від якої мав дочок, однією з яких, можливо, могла бути Звеніслава, дружина Мстивоя I. 
11 листопада 1198 року він надав госпітальєрам у користування Староґард і Скаршеви, а також патронат над церквою в Любішеві. 
Помер на початку XIII ст. Його князівство перебрав Мстивой I.